# Irmtrud von der Wetterau
Irmtrud von der Wetterau (auch: Irmintrud; * 972; † nach 1015) war Tochter des Grafen Heribert von der Wetterau und im Kinziggau aus der Familie der Konradiner und dessen Frau Irmintrud, Tochter des Grafen Meginhard IV. von Hamaland.  Sie war Erbin der Grafschaft Gleiberg und wurde die Stammmutter des ersten, luxemburgischen Grafenhauses von Gleiberg, das Ende des 11. Jahrhunderts im Mannesstamm ausstarb.
Sie heiratete den Grafen Friedrich (* 965; † 6. Oktober 1019) aus der Familie der Wigeriche, Graf im Moselgau.  Der Ehe entstammten mindestens 10 Kinder:
- Irmtrud (Imiza) (* ca. 990; † nach 1055), ⚭ Welf II. († 1030), Graf von Altdorf
- Otgiva (* ca. 995; † 21. Februar 1030), ⚭ um 1012 Graf Balduin IV. Schönhaar von Flandern (980–1035)
- Friedrich (* ca. 1005; † 28. August 1065), 1046 als Friedrich II. Herzog von Niederlothringen
- Heinrich (* ca. 1005; † 14. Oktober 1047), als Heinrich VII. Graf von Luxemburg, 1042/47 Herzog von Bayern
- Giselbert (* ca. 1005; † 14. August 1056/59), 1036 Graf von Salm, ab 1047 Graf von Luxemburg
- Gisela (* um 1007, † nach 1058); ⚭ Rudolf von Aalst
- Adalbero (* ca. 1010; † 13. November 1072), 1047–1072 Bischof von Metz
- Hermann (* ca. 1012/1015; † nach 1075), Graf von Gleiberg
- Dietrich, 1012/57 bezeugt
- Uda (* um 1016), 1045 bezeugt als Äbtissin von Saint-Rémy in Lunéville